# Paesi Bassi ai Giochi della XXI Olimpiade
I Paesi Bassi parteciparono ai Giochi della XXI Olimpiade che si sono svolti a Montréal dal 17 luglio al 1º agosto 1976, con una delegazione di 108 atleti impegnati in 11 discipline per un totale di 58 competizioni. Il portabandiera alla cerimonia di apertura fu l'hockeista André Bolhuis, alla sua seconda Olimpiade.
Il bottino della squadra fu di cinque medaglie: due d'argento e tre di bronzo.

## Medaglie
| Medaglia | Nome            | Sport                   | Evento                   |
| -------- | --------------- | ----------------------- | ------------------------ |
| Argento  | Herman Ponsteen | Ciclismo                | Inseguimento individuale |
| Argento  | Eric Swinkels   | Tiro ai Giochi olimpici | Skeet                    |
| Bronzo   | Enith Brigitha  | Nuoto                   | 100 stile libero         |
| Bronzo   | Enith Brigitha  | Nuoto                   | 200 stile libero         |
| Bronzo   | Paesi Bassi     | Pallanuoto              | Torneo maschile          |

## Risultati

### Pallanuoto
| Atleta | Classifica |                        |
| --- | --- | ---------------------- |
| V · D · M Nazionale maschile olandese di pallanuoto · Giochi olimpici - Montréal 1976 Boegschoten · Buunk · de Zwarte · Hoepelman · Kroon · Landeweerd · Smits · Stroboer · Toonen · van Zeeland · Veer · CT : Ivo Trumbić | Bronzo |                        |
| Nazionale maschile olandese di pallanuoto · Giochi olimpici - Montréal 1976 | |                        |
| Boegschoten · Buunk · de Zwarte · Hoepelman · Kroon · Landeweerd · Smits · Stroboer · Toonen · van Zeeland · Veer · CT: Ivo Trumbić                                                                                        | Boegschoten · Buunk · de Zwarte · Hoepelman · Kroon · Landeweerd · Smits · Stroboer · Toonen · van Zeeland · Veer · CT: Ivo Trumbić | Paesi Bassi (bandiera) |